# Stefan Lochner

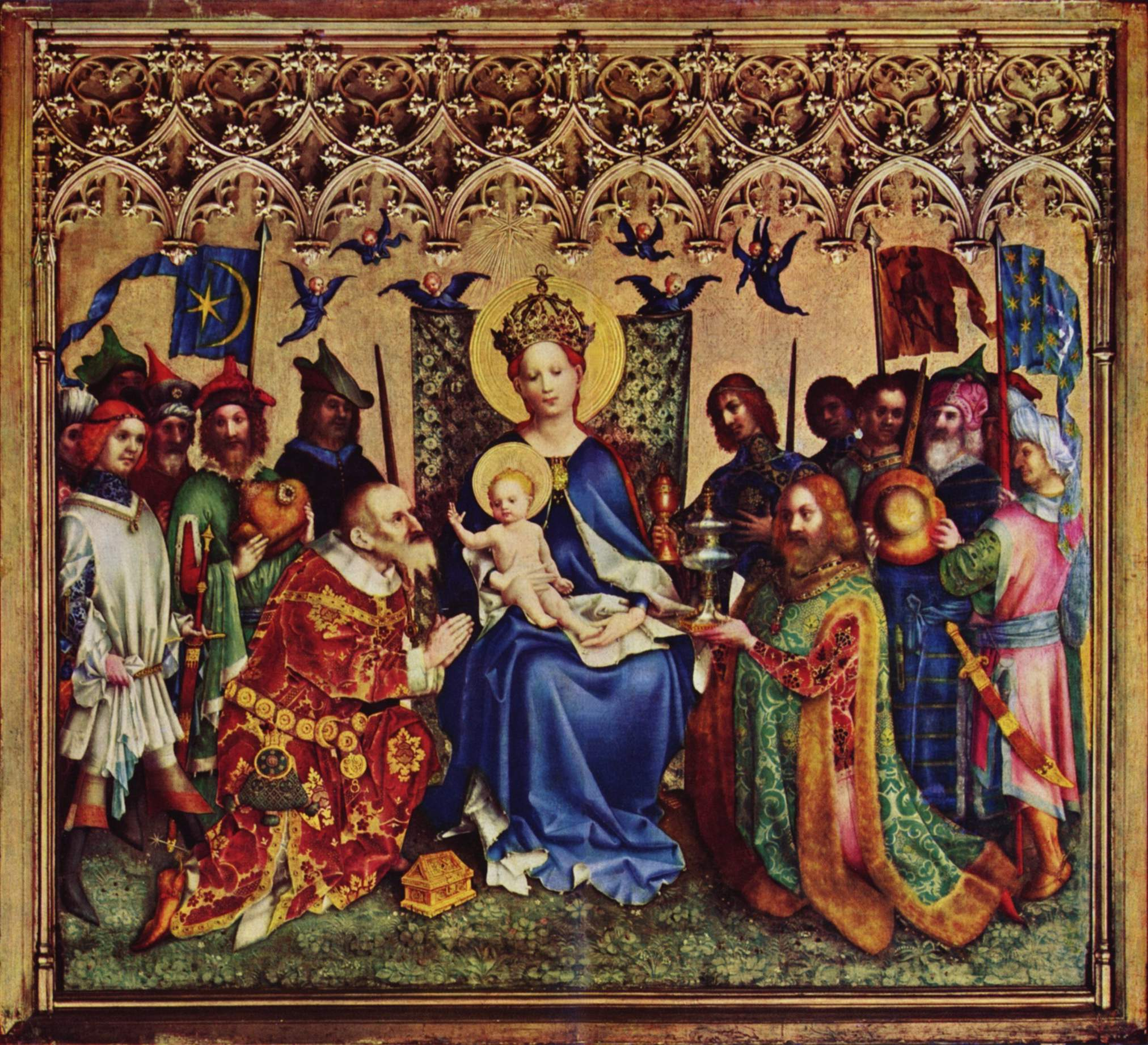
Parte central del altar tríptico de los Reyes Magos, patrones de la ciudad de Colonia.

Stephan Lochner o Meister Stephan (maestro estéfan) (* sobre 1400 a 1410 en Meersburg (Lago de Constanza); † 1451 en Colonia) fue un pintor alemán de la Edad Media y uno de los maestros principales del denominado "estilo suave" (Weicher Stil) de la pintura gótica internacional.

## Biografía

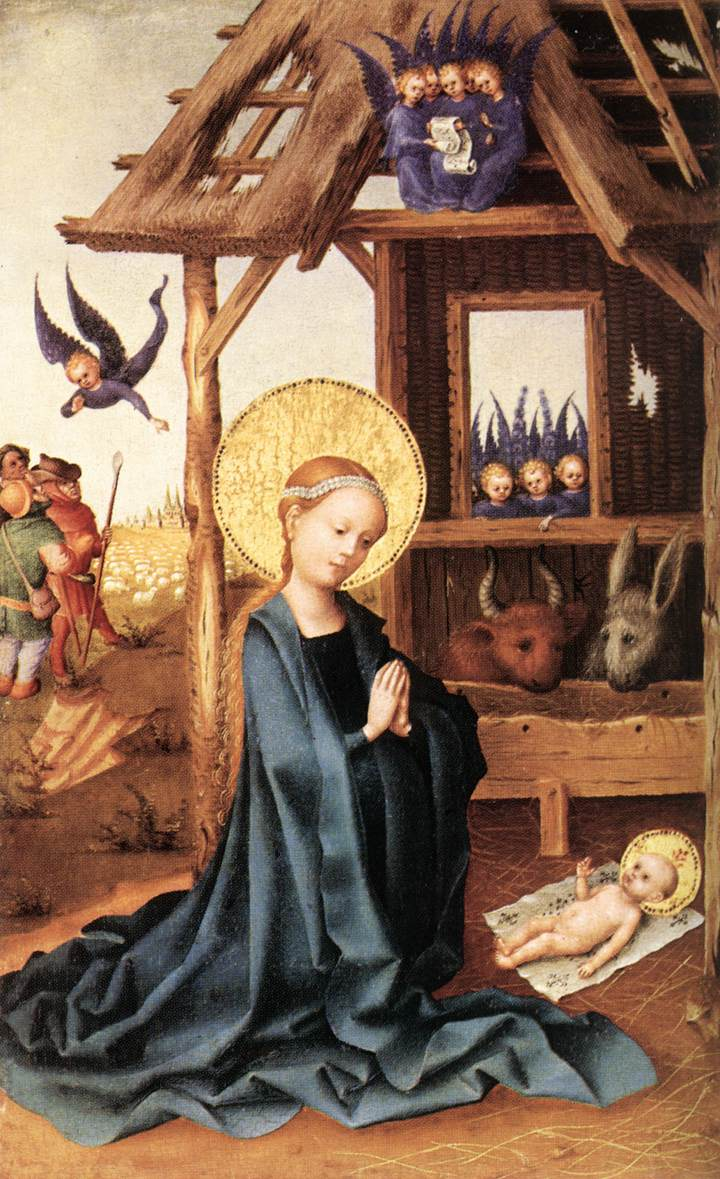
Adoración del Niño Jesús (1445), Pinacoteca Antigua de Múnich.

Sobre la vida del artista no se conoce mucho. Trabajó seguramente en la ciudad de Colonia en Alemania durante los años 1442 a 1451. Es muy probable que viviera en este sitio antes. Al parecer, el artista formó parte del consejo de la ciudad. Durante su estancia en Colonia, cumplió un encargo del consejo de la ciudad para la capilla del ayuntamiento y pintó el altar, que hoy en día se encuentra en la Catedral de Colonia, el denominado Altar der Kölner Stadtpatrone, y además, sobre 1448 su obra más conocida la Virgen del rosal (Madonna im Rosenhag). 
Murió el año 1451, posiblemente víctima de la peste.

## Estilo y obras
El estilo de Lochner se puede integrar al estilo de la Pintura gótica internacional. Los personajes en sus pinturas, -arropados en sus vestimentas suaves y fluidas- parecen fríos, pero muy realistas. Este realismo se ve sobre todo en los paisajes, la tela, las figuras y sus caras. Sobre todo las caras de los Reyes Magos en el altar de la Catedral de Colonia (Altar der Kölner Stadtpatrone) parecen ser copiadas de la vida.
Entre su obra conocida no se encuentra ninguna pintura o dibujo que represente la Pasión de Jesucristo.

### LaMadonna im Rosenhag

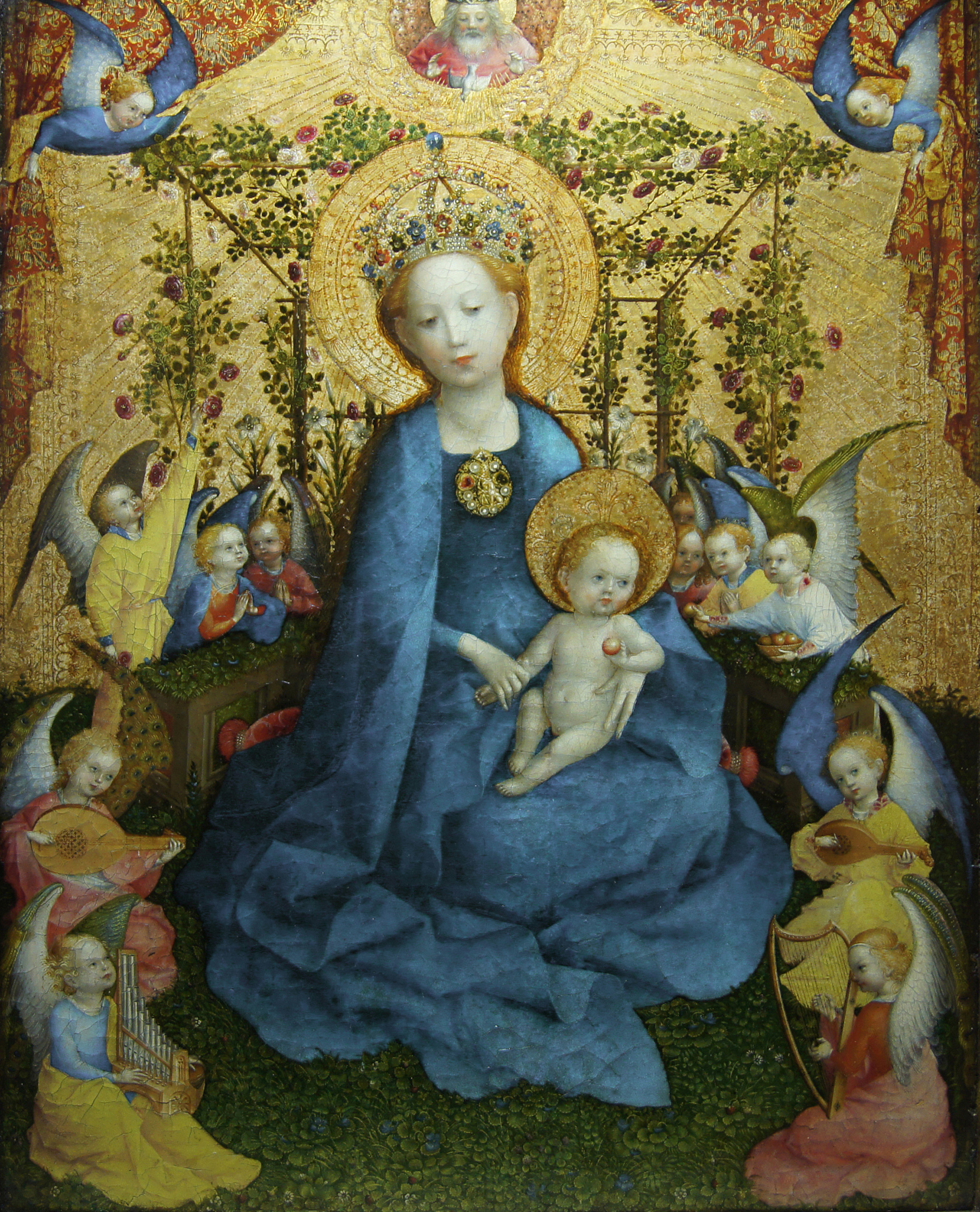
La Virgen del rosal (1450), Museo Wallraf-Richartz.

La Virgen del rosal es la obra más conocida del autor y puede servir como ejemplo para toda su obra. Fue pintado al alrededor del año 1448 y se encuentra hoy en día en el museo Wallraf-Richartz en Colonia.
Sus dimensiones son de 51 cm de altura y 40 cm de anchura. Fue pintado en una técnica mixta sobre madera; la técnica es comparable con la de los retablos.
La figura central es María, vestida en una capa de un azul brillante. Está sentada delante de un banco cubierto de hierba. En sus piernas se encuentra el niño Jesús, que tiene una manzana en su mano simbolizando la superación del Pecado original a través de la Crucifixión de Cristo.
Ángeles enmarcan la figura de la Virgen con el niño. Cuatro de ellos tocan instrumentos musicales. Las alas del ángel que toca la laúd tiene plumas parecidas a las de un pavo real. Esta ave simboliza, por ejemplo, el renacimiento espiritual y así la resurrección; además sus "mil ojos" fueron interpretado como la Omnisciencia de Dios.
El prendedor de María muestra un Unicornio, símbolo para la Virginidad. Su corona representa su realeza y majestuosidad.
Flores representan en otras pinturas muchas veces la presencia de María. En esta obra también se encuentran. La Virgen está sentado en una alfombra formado por plantas de fresas, los cuales suben también el banco. Las fresas con su color rojo simbolizan el martirio de Cristo. Las hojas de la planta, que son formados por tres hojas más pequeñas, simbolizan la trinidad. Estas plantas representan además la virginidad de María, como pueden tener flores y frutas al mismo tiempo.
Detrás de la figura de María, a su lado derecha, se encuentra el lirio blanco (Lilium candidum), símbolo para la pureza, la castidad y la Inmaculada Concepción y por esta razón uno de los atributos habituales de María.
En este cuadro sobre todo importan las rosas. Según una leyenda antigua, la rosa no tenía espinas antes de la caída. Como María era impecable, ella fue llamada "Rose ohne Dornen", "rosa sin espinas". En consecuencia surgió esta imagen de una "María de rosas" o el cuadro que está representado aquí; existen más pinturas de esta tipología. La pintura de Lochner no sólo muestra la tipología de la "Madonna im Rosenhag", pero también la de la Virgen en el Jardín del Edén. En este tipo de imágenes María lleva una corona y está representado con su hijo de forma majestuosa; muchas veces, la idea del paraíso se refuerza por añadir símbolos como la manzana, los ángeles con instrumentos musicales, el fondo de oro, etc.

## Obras
- El Juicio Final, sobre 1435, Wallraf-Richartz-Museum, Colonia.
- Los santos Catalina, Huberto y Quirinus con un donante, sobre 1435, Alte Pinakothek, Múnich.
- Altar tríptico de los patrones de la ciudad de Colonia (Altar der Kölner Stadtpatrone o Kölner Dombild), sobre 1445, Catedral de Colonia.
- Cristo en la cruz (Christus am Kreuz), Germanisches Nationalmuseum en Núremberg, Gm 13, sobre 1445?, 107,5 x 190,3 cm.
- Natividad, sobre 1445. Alte Pinakothek, Múnich.
- Los santos Marcos, Bárbara y Lucas, 1445-1450, Wallraf-Richartz-Museum, Colonia.
- Tríptico con la Virgen y el Niño en un jardín cerrado, 1445-1450, Wallraf-Richartz-Museum, Colonia.
- Presentación en el Templo (Darbringung im Tempel), 1447, Museo estatal de Hesse, Darmstadt.
- Virgen del rosal, sobre 1448, Wallraf-Richartz-Museum, Colonia
- Adoración del niño (Anbetung des Kindes)

## Galería

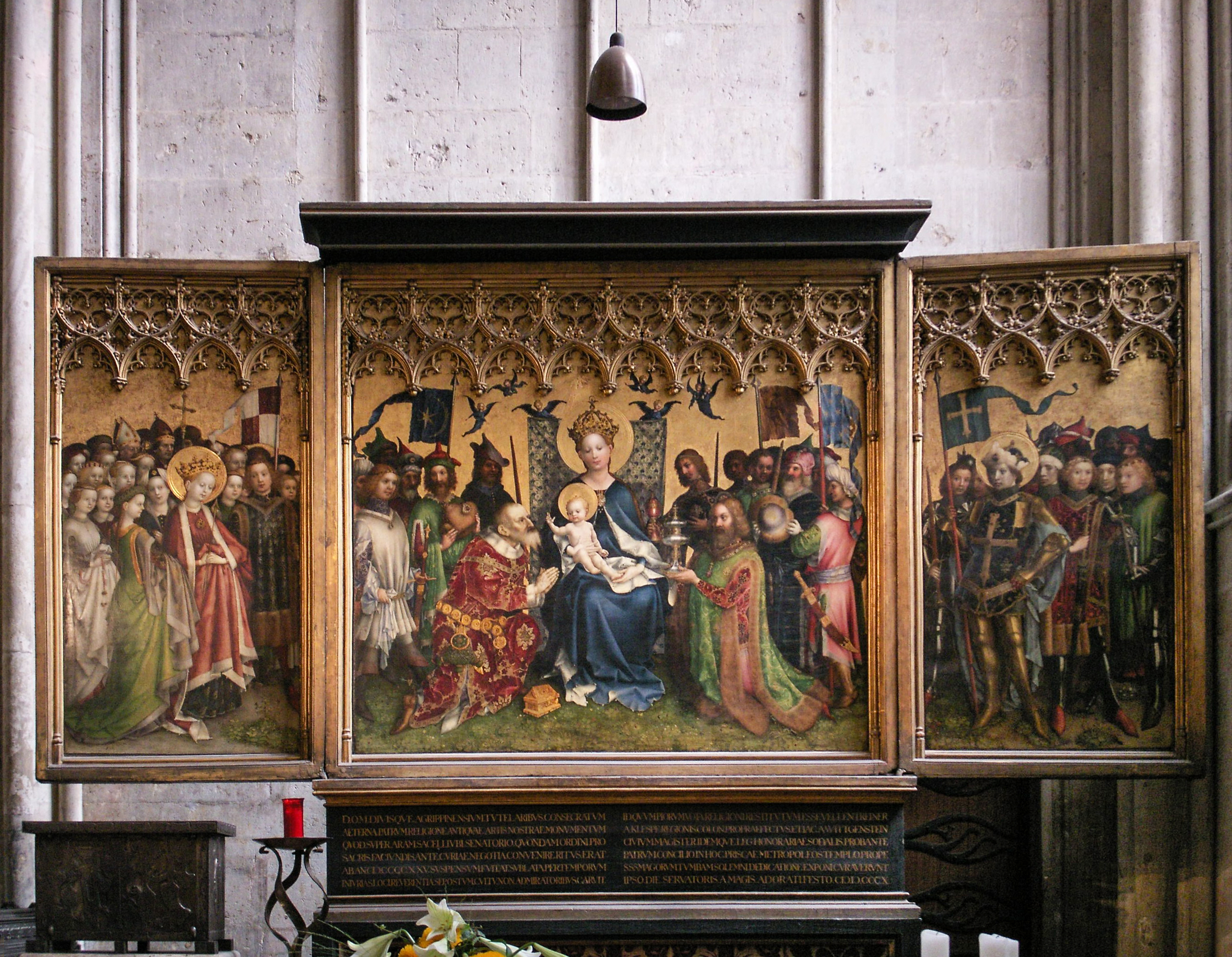
Altar der Kölner Stadtpatrone.
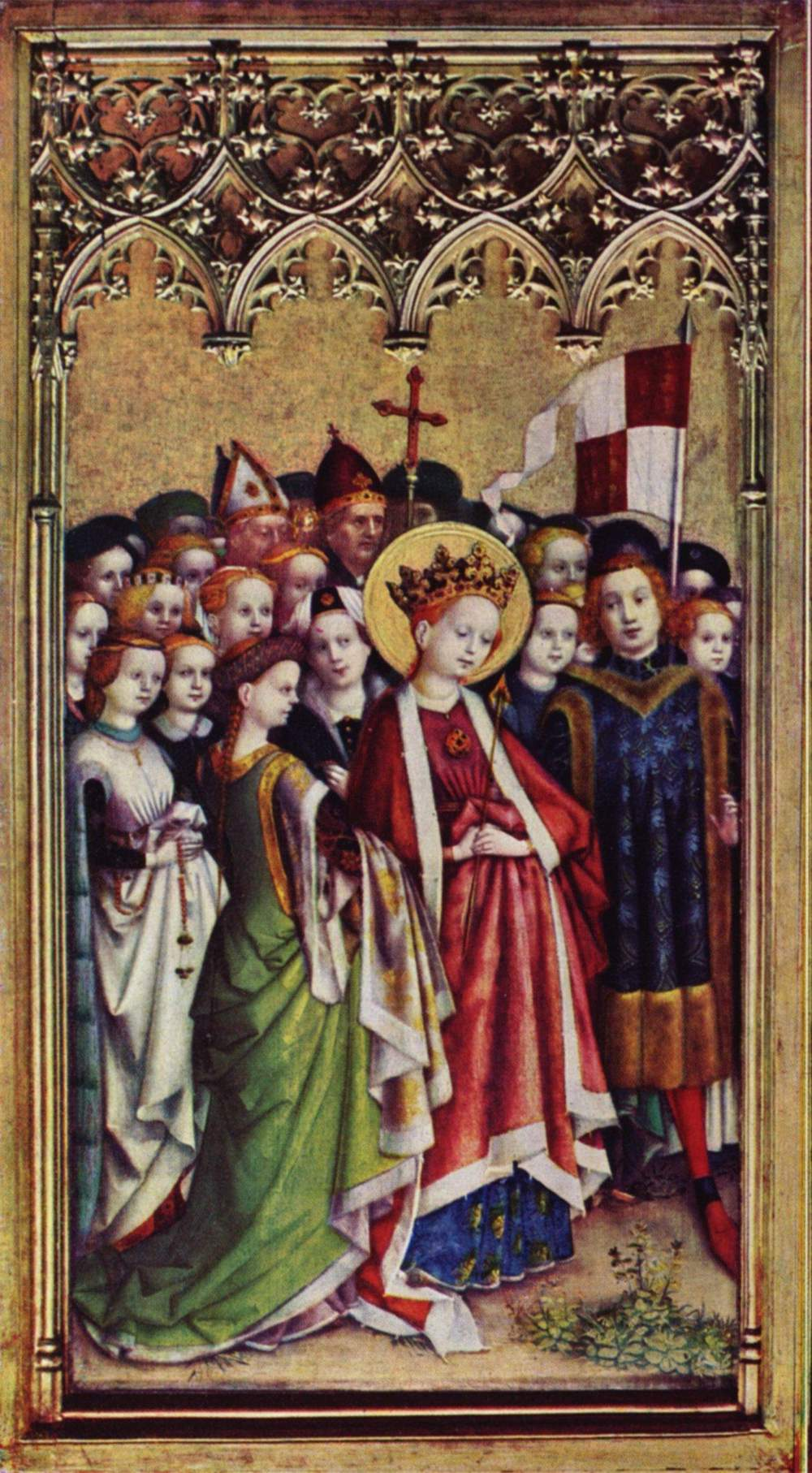
Altar der Kölner Stadtpatrone. Lado izquierdo.
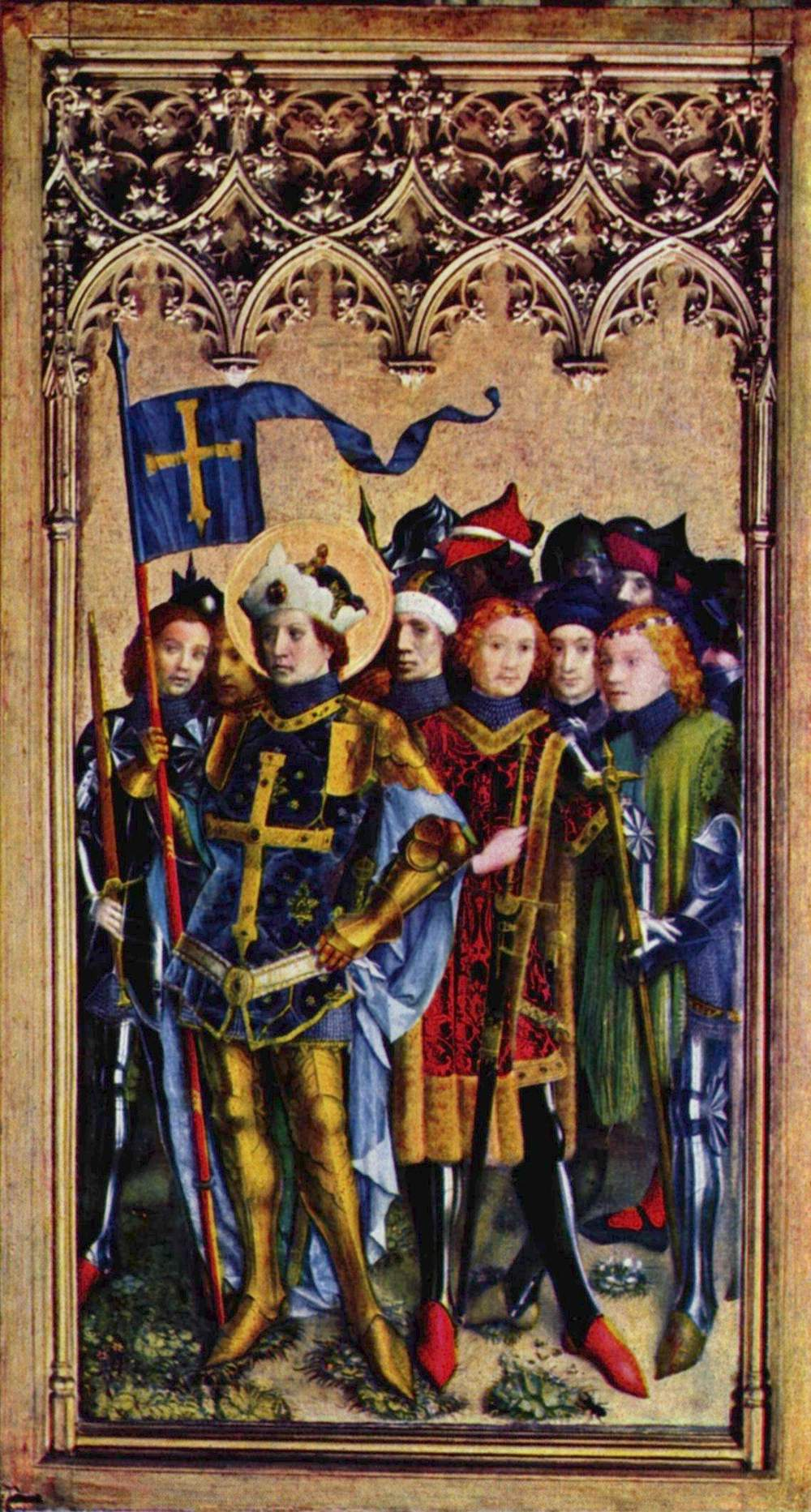
Altar der Kölner Stadtpatrone. Lado derecho.
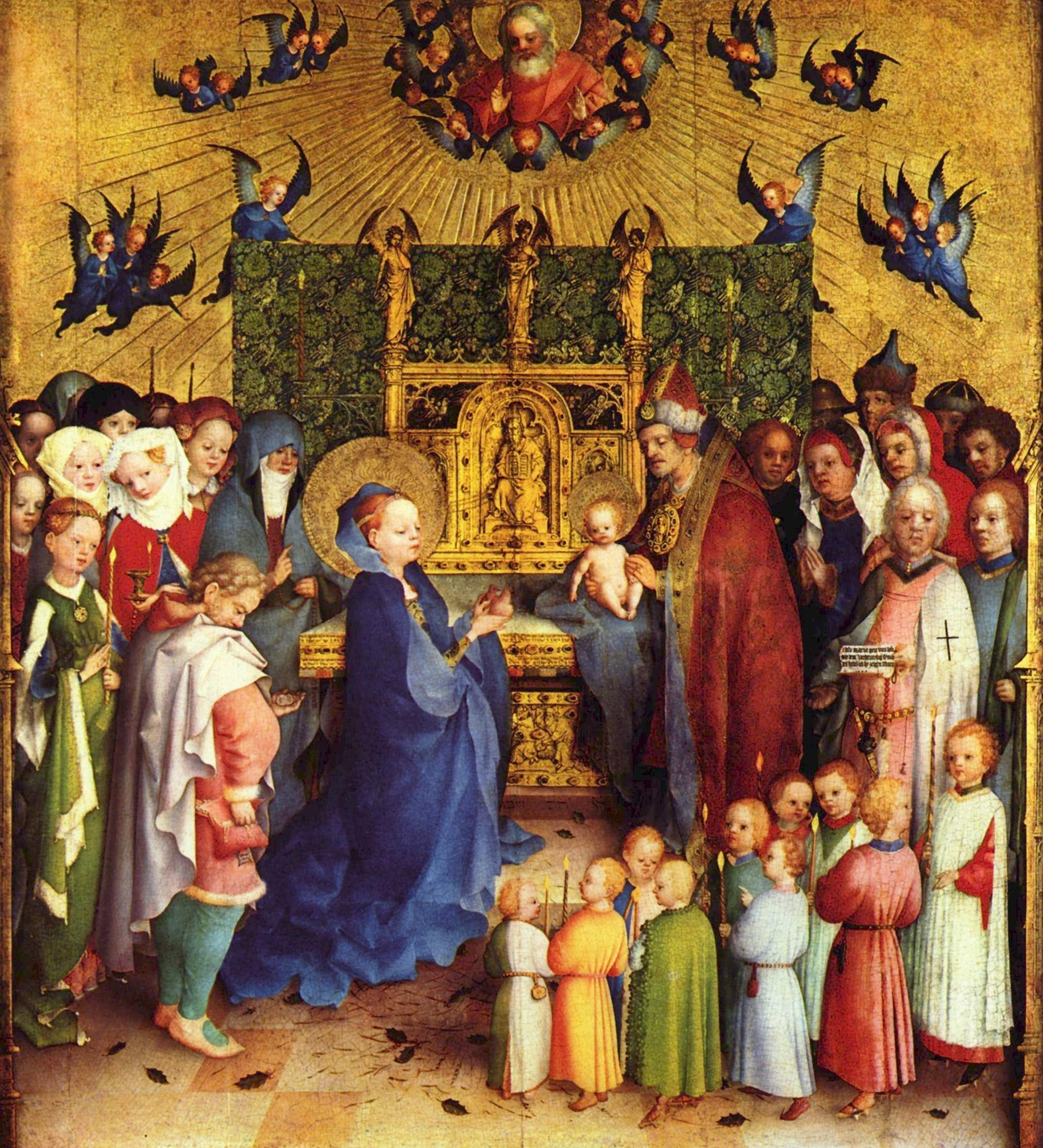
Presentación en el Templo.
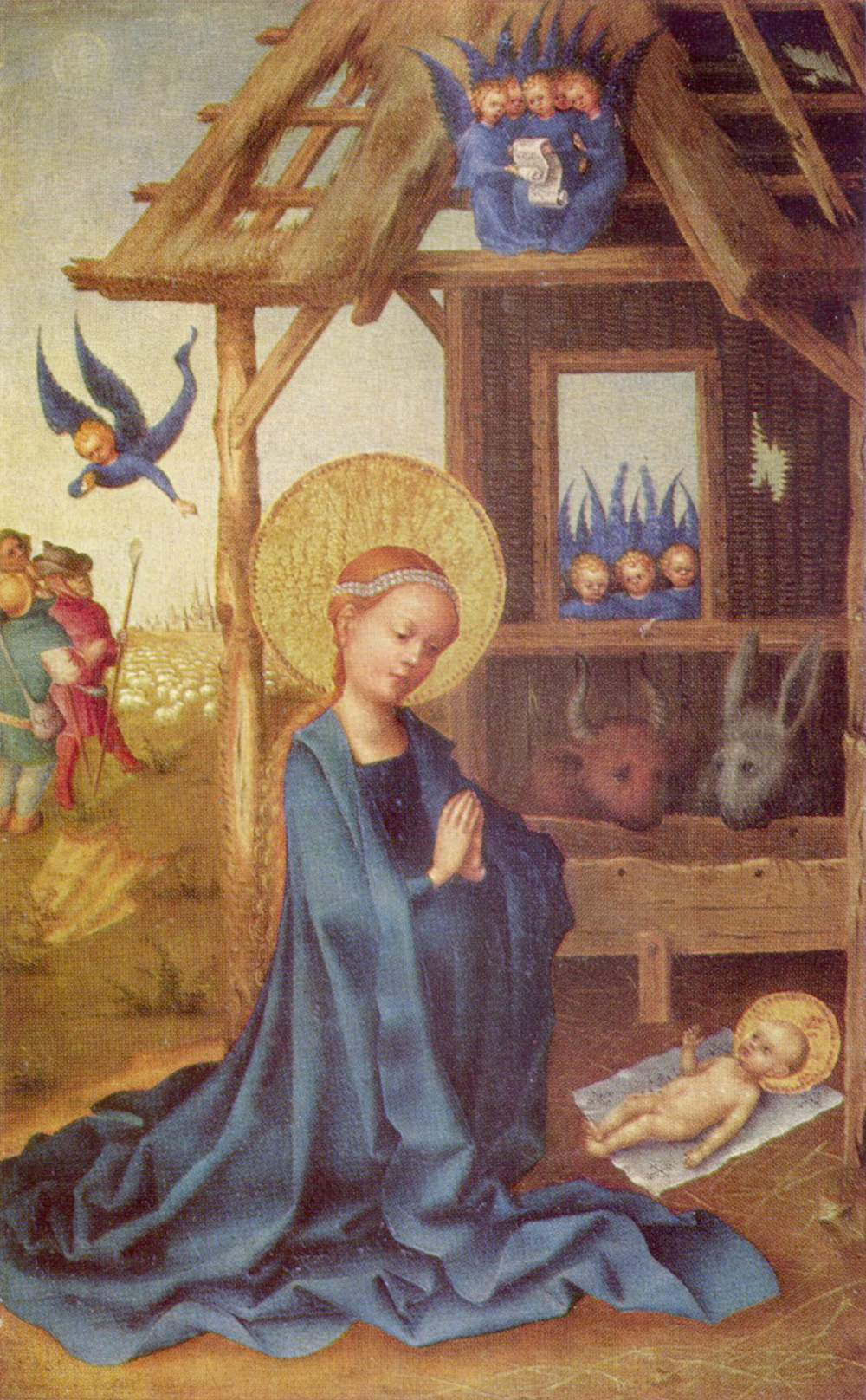
Natividad.
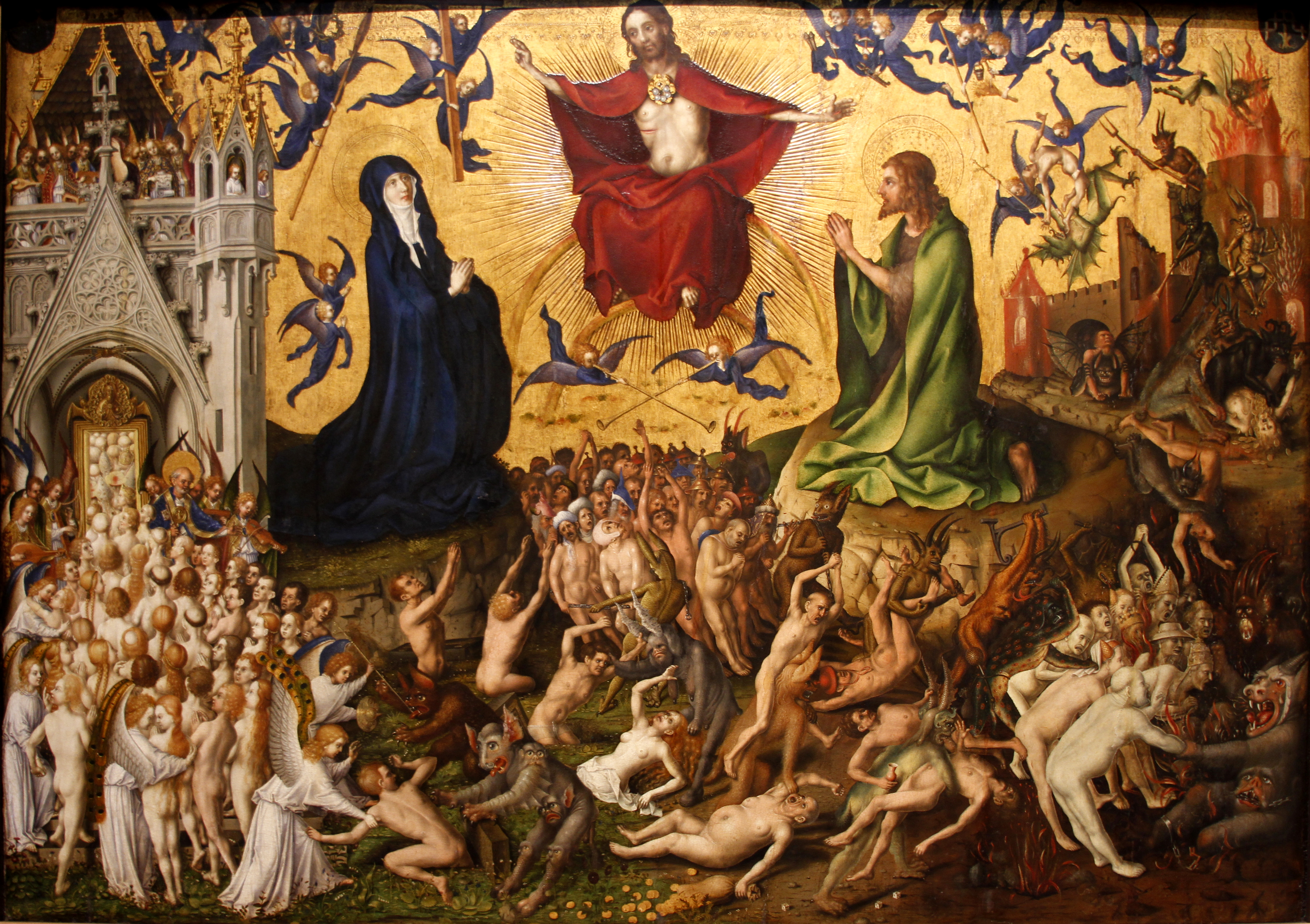
Juicio Final.